# Pazinski potok
Pazinski potok este o arie protejată (sit de importanță comunitară — SCI) din Croația întinsă pe o suprafață de 70,5 ha, integral pe uscat.

## Localizare
Centrul sitului Pazinski potok este situat la coordonatele 45°14′50″N 13°56′42″E / 45.247209°N 13.945057°E.

## Înființare
Situl Pazinski potok a fost declarat sit de importanță comunitară în iulie 2013 pentru a proteja 1 specie de animale.

## Biodiversitate
Situată în ecoregiunea mediteraneană, aria protejată nu include niciun habitat protejat.
La baza desemnării sitului se află o specie protejată de  nevertebrate: Vertigo angustior.